# Xã Acton, Quận Walsh, Bắc Dakota
Xã Acton (tiếng Anh: Acton Township) là một xã thuộc quận Walsh, tiểu bang Bắc Dakota, Hoa Kỳ. Năm 2010, dân số của xã này là 96 người.